# Museo nazionale Malek
Il Museo nazionale e biblioteca Malek (persiano: کتابخانه و موزه ملی ملک‎) è un museo e biblioteca nazionale dell'Iran a Teheran. Fu il primo museo privato dello stato e uno delle sei più grandi biblioteche a possedere importanti manoscritti riguardanti le opere storiche dell'Iran. Nella città è ubicato a Bagh-e Melli, il centro storico culturale della città.

## Collezioni
Il museo conserva libri, riviste storiche e circa 19.000 manoscritti. Inoltre, Oltre ai libri stampati e alle riviste storiche, la Biblioteca nazionale Malek possiede 19.000 manoscritti.
Il Museo Nazionale di Malek comprende anche una collezione di preziose opere d'arte della storia iraniana
dal primo millennio a.C. ad oggi, che è classificato come segue:
- La collezione di opere d'arte tra cui dipinti di famosi artisti iraniani come Kamal-ol-Molk, dipinti in miniatura, manoscritti miniati e alcune opere di pittori europei.
- La collezione d'arte laccata che contiene scatole di penne, copertine di libri e custodie per specchi decorate con dipinti di lacca.
- La collezione di monete storiche consistente di circa 9000 pezzi di monete e medaglie iraniane coniate dal primo millennio a.C. ad oggi.
- La collezione di 100.000 francobolli comprendente i primi francobolli stampati in Iran e quelli stampato all'estero.
- La collezione di opere d'arte donata dalla signora Ezzat-Malek Malek, figlia di Haj Hossein Aqa Malek composta da dipinti di Qajar, manoscritti, documenti, scatole di penne, ciotole di narghilè, nonché opere di lacca.
- La collezione di calligrafica ha abbracciato le opere d'arte dei più grandi e noti iraniani e artisti islamici.
- La collezione di arti decorative comprendente tappeti, vasi, lampadari e mobili
- La collezione di oggetti personali di Haj Hossein Aqa Malek, comprese le sue opere d'arte, i suoi scritti, e ritratti esposti nell'esclusiva sala espositiva di Haj Hossein Aqa Malek
- La galleria di mostre periodiche si tiene regolarmente sulle arti islamiche tradizionali iraniane.